# Jean-Baptiste Guimet
Jean-Baptiste Guimet (* 20. Juli 1795 in Voiron; † 8. April 1871 in Lyon) war ein französischer Chemiker, bekannt für die Herstellung von Ultramarin.

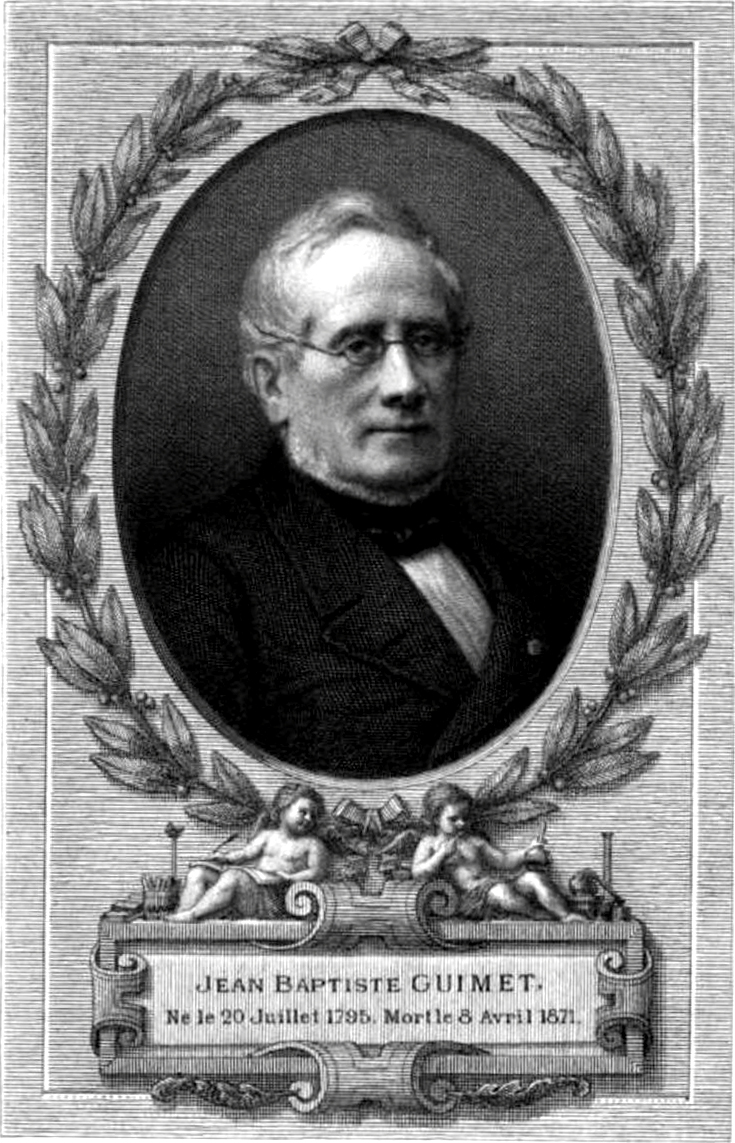
Jean-Baptiste Guimet

## Leben und Wirken
Guimet studierte an der École polytechnique und war ab 1818 in der staatlichen Pulver- und Salpeterverwaltung angestellt. Um 1826 entdeckte er in Toulouse ein Verfahren zur Herstellung von Ultramarin-Farbe, gab seine Beamtenstelle auf und gründete 1834 in Lyon eine Fabrik (die in Fleurieu-sur-Saône bei Lyon war). Seine Farbe mit den farblichen Eigenschaften des teuren Lapislazuli war eine Mischung aus Siliziumdioxid, Tonerde, Schwefel und Natriumkarbonat. Guimet gewann damit einen 1824 von der Société d’encouragement pour l’industrie nationale ausgesetzten Preis.
Er ist der Vater von Émile Guimet.

## Widmung
Jules Bourcier benannte 1843 den wissenschaftlichen Namen des Violettkopfkolibris (Klais guimeti) nach ihm.